# Collingdale
Collingdale est un borough situé dans le comté de Delaware, dans le Commonwealth de Pennsylvanie, aux États-Unis. Sa population s’élevait à 8 786 habitants lors du recensement de 2010, estimée à 8 772 habitants en 2018.

## Source
- (en) Cet article est partiellement ou en totalité issu de l’article de Wikipédia en anglais intitulé « Collingdale, Pennsylvania » (voir la liste des auteurs).

1. ↑  (en) « Population and Housing Unit Estimates » (consulté le 18 août 2019)
2. ↑  (en) « Number of Inhabitants: Pennsylvania », sur 18th Census of the United States, U.S. Census Bureau (consulté le 22 novembre 2013)
3. ↑  (en) « Pennsylvania: Population and Housing Unit Counts », U.S. Census Bureau (consulté le 22 novembre 2013)
4. ↑  (en) « American FactFinder » [archive du 11 septembre 2013], Bureau du recensement des États-Unis (consulté le 31 janvier 2008)
5. ↑  (en) « Annual Estimates of the Resident Population » [archive du 20 novembre 2013], U.S. Census Bureau (consulté le 22 novembre 2013)